# Articol demonstrativ
Articolul demonstrativ (adjectival) însoțește un adjectiv sau un numeral, făcând legătura între această parte de vorbire și substantivul determinat. 
De asemenea, poate fi inclus în componența numelor proprii și ajută la formarea gradului superlativ relativ.
Articolul demonstrativ are formele:
- cel, cei - masculin, nominativ - acuzativ
- celui, celor - masculin, dativ - genitiv
- cea, cele - feminin, nominativ - acuzativ
- celei, celor - feminin, dativ - genitiv
- cel, cele - neutru, nominativ - acuzativ
- celui, celor - neutru, dativ - genitiv

Exemple: Băiatul cel frumos și fata cea harnică sunt viitorii tăi colegi.

## Acord
Articolul demonstrativ se acordă în gen și număr cu substantivul regent:
- Ștefan cel Mare; Mircea cel bătrân - masculin, singular, formează câte un substantiv propriu compus.
- Fetele cele trei; baiatul cel de-al doilea - leagă un numeral de substantivul determinat.

Când însoțește un adjectiv cu rol de atribut adjectival, articolul va avea genul, numărul și cazul substantivului determinat.
Exemplu: Cărțile elevilor celor harnici sunt îngrijite.

## Relația cu pronumele demonstrativ
Atât articolul demonstrativ, cât și pronumele demonstrativ forma scurtă (veche) au aceleași forme: cel, cea, cei, cele. Sunt pronume atunci când sunt urmate de un substantiv.
Exemple:
- Cel cu manualul a plecat de aici. (cel - pronume demonstrativ, masculin, singular, cazul nominativ, subiect; = acela).
- Făt - Frumos luptase vitejește cu cel zmeu. (cel = acel; adjectiv pronominal demonstrativ, masculin, singular, cazul acuzativ, atribut adjectival).
- Copilul cel ascultător este fratele meu. (cel - articol demonstrativ masculin singular).

## Relația cu pronumele relativ
Articolul demonstrativ este inclus în pronumele relative compuse de forma cel care, cea care, cei/cele care, cel ce, etc, care introduc propoziții subiective:
- Cea care vine este prietena mea.